# Erythrina vogelii
Erythrina vogelii är en ärtväxtart som beskrevs av Joseph Dalton Hooker. Erythrina vogelii ingår i släktet Erythrina och familjen ärtväxter. Inga underarter finns listade i Catalogue of Life.